# Omdurman
Omdurman este cel mai mare oraș din Sudan.
Este situat în partea central-estică a Sudanului, pe malul stâng al Nilului, în avalul confluenței dintre Nilul Albastru și Nilul Alb.
Până la victoria lui al-Mahdi asupra englezilor, în 1885, orașul era puțin cunoscut. A avut o dezvoltare rapidă după ce a fost declarat capitală de către al-Mahdi și succesorul său Abdallah. A fost cucerit de trupele anglo-egiptene în 1898, dar a continuat să se dezvolte ca un centru cultural, religios și comercial.